# Platysaurus
Platysaurus es un género de reptiles escamosos de la familia Cordylidae propios del sur de África.

## Especies
Se reconocen las siguientes 16 especies:
- Platysaurus attenboroughi Whiting, Branch, Pepper & Keogh, 2015
- Platysaurus broadleyi Branch & Whiting, 1997
- Platysaurus capensis Smith, 1844
- Platysaurus guttatus Smith, 1849
- Platysaurus imperator Broadley, 1962
- Platysaurus intermedius Matschie, 1891
- Platysaurus lebomboensis Jacobsen, 1994
- Platysaurus maculatus Broadley, 1965
- Platysaurus minor Fitzsimons, 1930
- Platysaurus mitchelli Loveridge, 1953
- Platysaurus monotropis Jacobsen, 1994
- Platysaurus ocellatus Broadley, 1962
- Platysaurus orientalis Fitzsimons, 1941
- Platysaurus pungweensis Broadley, 1959
- Platysaurus relictus Broadley, 1976
- Platysaurus torquatus Peters, 1879